# Горбунов, Алексей Сергеевич
Алексе́й Серге́евич Горбуно́в (укр. Олексій Сергійович Горбунов; род. 29 октября 1961, Киев, Украинская ССР, СССР) — советский и украинский актёр театра и кино. Народный артист Украины (2016).

## Биография
Родился 29 октября 1961 года в Киеве, на Старой Дарнице. Отец — Сергей Евгеньевич Горбунов — родом из сибирского города Бийска Алтайского края, мать — Людмила Игоревна Горбунова — из города Перевальск Луганской области. Детство провёл на массиве Русановка, где отец получил квартиру, когда Алексею было 4 года. Там же, уже после переезда, родился его брат Александр. По собственному признанию, в юности занимался фарцовкой: менял значки на жевачку, перепродавал поношенные джинсы, за что в 1981 году попадал в КПЗ. Мечтал уехать за границу.
В 1978 году, сразу после окончания школы не смог поступить в Киевский театральный институт им. Карпенко-Карого.
В 1978—1979 годах работал в Киевском театре русской драмы имени Леси Украинки монтировщиком, подсобным рабочим в костюмерном цеху. В театре, благодаря Аде Роговцевой, познакомился с её мужем, актёром и педагогом Константином Степанковым.
В 1984 году окончил Киевский театральный институт (курс Константина Степанкова). В своём первом фильме «Груз без маркировки» начал сниматься в день вручения диплома.
С 1984 по 1995 год — актёр театра-студии киноактёра киностудии имени А. Довженко.
С весны 1985 года по 20 апреля 1987 года служил во внутренних войсках.
В 1990-х из-за кризиса на киностудии имени А. Довженко в кино получал небольшие проходные роли, поэтому подрабатывал частным извозом.
Вернуться к полноценным съёмкам в кино Горбунову помог режиссёр Владимир Попков, пригласив его на роль шута Шико в многосерийный телефильм «Графиня де Монсоро». С этого времени он стал работать преимущественно в российском кинематографе.
Работал в Театре-студии киноактёра, в частном Камерном театре М. Нестантинера и Киевском национальном Театре русской драмы имени Леси Украинки. Играл в антрепризных постановках Олега Меньшикова «Театральное товарищество 814».
В 2013—2014 годах снимался в российском сериале «Ленинград 46», а затем в украинском телесериале «Гвардия» о войне на востоке Украины. А также исполнил роль профессора Мориарти в сериале «Шерлок Холмс».

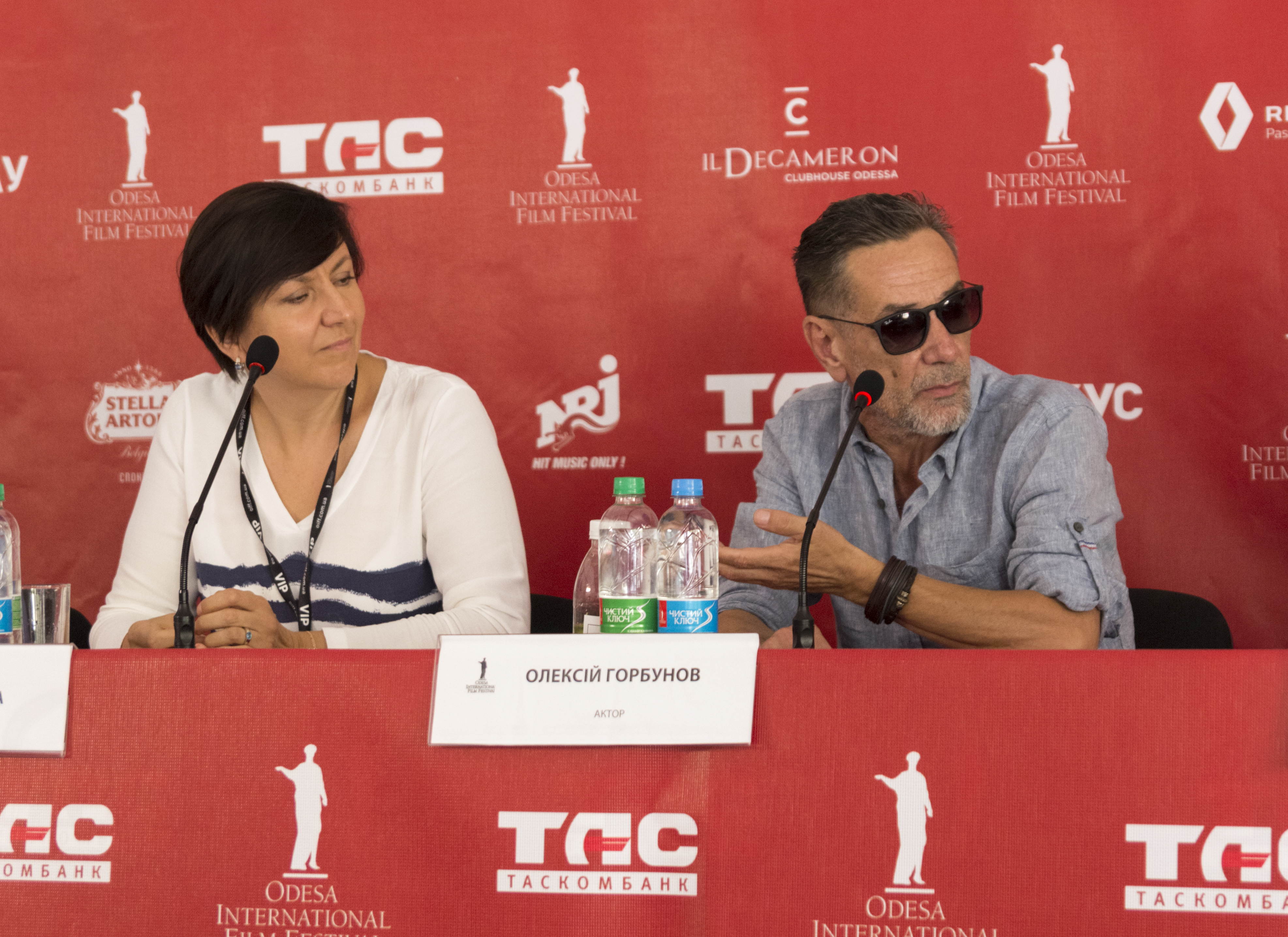
Алексей Горбунов на Одесском международном кинофестивале (2017)

В 2014 году, на фоне начала российско-украинской войны, переехал из России в Одессу, в поселок Совиньон. Сразу после переезда он снялся в двух украинских фильмах и продолжает выступать со своей музыкальной группой «Грусть пилота».
В 2017 году сыграл в спортивной драме «Правило боя», а также
появился в роли Казимира Казимировича на молодёжном канале «OPTIMUS GANG». В 2018 году исполнил главную роль в украинском драматическом фильме «Дикое поле». В 2019 году снялся в роли полковника ФСБ Карлова в 4 сезоне французского телесериала «Бюро легенд».
В 2021 году сыграл в французском комедийном боевике с Жан-Клодом Ван Даммом «Последний наёмник».
В 2024 году исполнил главную роль в короткометражном драматическом фильме «Счастье». В том же году было объявлено об участии Горбунова в американо-эстонском триллере «Ювенальный инспектор: тень над Йыхви», основанном на рассказе Говарда Лавкрафта «Тень над Инсмутом».

## Общественная позиция
С самого начала поддерживал Евромайдан. По информации некоторых СМИ, с декабря 2014 года актёр отказался сниматься в российских фильмах и заявил, что не будет рассматривать возможность работы в России до окончания войны. Снялся в главной роли в украинском сериале «Гвардия» об участниках АТО, отправившихся на Донбасс для участия в боевых действиях на стороне Украины. Также он неоднократно и публично заявлял о своей поддержке деньгами Вооружённых сил Украины.
Неоднократно посещал зону боевых действий на Донбассе, призывая к прекращению войны на востоке Украины: «У меня сердце кровью обливается четвёртый год. Я жду не дождусь, когда это всё закончится…»

## Телевидение и радио
Вёл на украинском ТВ программы «Ночной будильник» (1998) и «Чудо-люди» (2008).
Работал ведущим на киевских радиостанциях «Континент», «Ностальжи».
С июня 2018 года ведёт авторскую программу на «Першому міському радіо 102,7 FM» в Одессе.

## Музыка
Солист группы «Грусть пилота».
Организатор и ведущий двух дискотек «Джанкой» и «Джуманджи» в Киеве.

## Личная жизнь
Младший брат Александр 1964 г.р. погиб в ДТП в Киевской области Украины в январе 2015 года.
Первая жена — Елена Яковлева. Дочь Анастасия.
Вторая жена (с 2009) — Ирина Ковалёва. Дочь Софья.

## Роли в театре

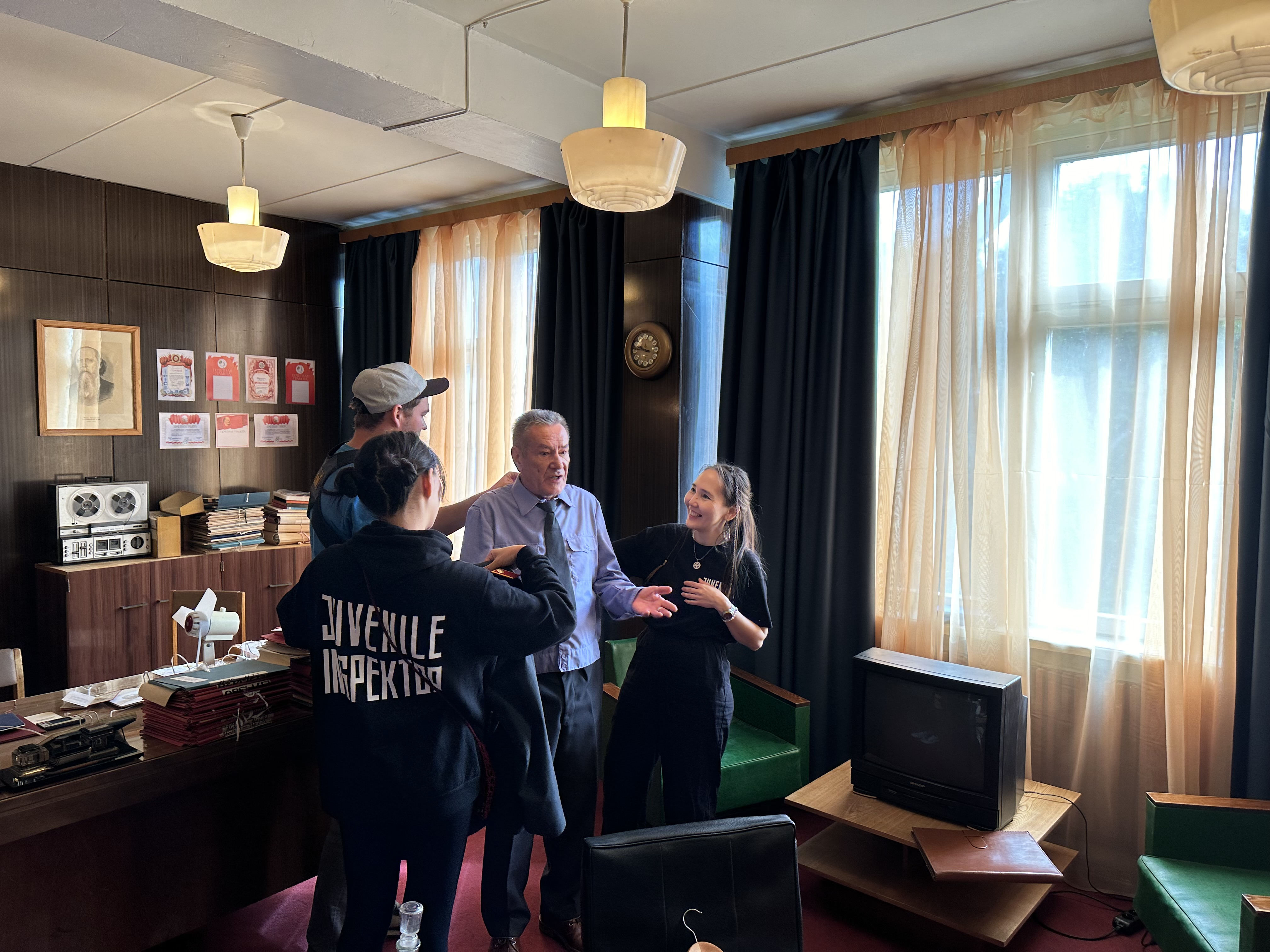
Алексей Горбунов на съемках тизера «Ювенальный инспектор: тень над Йыхви»

- 2000 — «Кухня» — Хаген Карлович
- 2001 — «Игроки» — Швохнев
- 2002 — «Сирано» — де Гиш
- 2003 — «Паразиты»
- 2006 — «Shlem.com»
- 2010 — «Каменный гость» — Лепорелло

## Фильмография
- 1984 — Груз без маркировки — Женя Стенько
- 1984 — Каникулы Петрова и Васечкина, обыкновенные и невероятные — скалолаз
- 1984 — Макар-следопыт — красноармеец
- 1987 — Приближение к будущему
- 1986 — Обвиняется свадьба — гость
- 1987 — К расследованию приступить. Клевета — Агеев, старший лейтенант
- 1988 — Каменная душа — Юриштан
- 1988 — Дискжокей
- 1988 — Филёр
- 1989 — Гу-га — Даньковец
- 1989 — Новые приключения янки при дворе короля Артура — менестрель
- 1990 — История пани Ивги (короткометражный)
- 1990 — Эхо (короткометражный)
- 1990 — Яма — Симановский
- 1990 — Допинг для Ангелов
- 1990 — Распад — Шурик
- 1990 — Посылка для Маргарет Тэтчер
- 1991 — Одна ночь
- 1991 — Не стреляйте в меня, пожалуйста
- 1991 — Нам колокола не играли
- 1991 — Кому вверх, кому вниз
- 1991 — Кислородный голод — Голиков, капитан
- 1991 — Два шага до тишины
- 1991 — Голод-33 — чекист
- 1992 — Человек из команды «Альфа»
- 1992 — Цветение одуванчика — участковый
- 1993 — Завяла сакура в моём саду, ты снова проходишь мимо…
- 1993 — Ожидая груз на рейде Фучжоу возле пагоды
- 1993 — Способ убийства — Стив Карелла, детектив
- 1993 — Преступление со многими неизвестными — Пётр Шпанг, следственный агент
- 1993 — Обет
- 1993 — Золото партии — Горбунков
- 1993 — Грешница в маске — Теодор, доктор
- 1994 — Я — Иван, ты — Абрам
- 1994 — Рождённые свыше
- 1994 — Шестой час последней недели любви
- 1995 — Лето всегда приходит
- 1995 — Объект «Джей»
- 1997 — Графиня де Монсоро — Шико, шут
- 1997—1998 — Следствие
- 1998 — Страна глухих — поставщик товара
- 1999 — День рождения Буржуя — Вася, игрок
- 2000 — Марш Турецкого — Савелий Иванович Монахов
- 1999—2000 — Каменская — Галл
- 2000—2001 — Чёрная комната — муж
- 2001 — След оборотня — Рыбаков, капитан
- 2001 — Блюстители порока — Гилл
- 2002 — Вокзал — Коля-вертолёт
- 2002 — Порода — Виктор
- 2002 — Закон — бандит «Артист»
- 2002 — Голубая луна
- 2003 — Лучший город Земли — Виктор Савицкий, актёр
- 2003 — Линии судьбы — Андрей Щурков, оператор
- 2003 — Кармен — адвокат
- 2004 — Тайна Волчьей пасти — «новоукраинец»
- 2004 — Русское — Горкун, урка
- 2004 — Путеводитель
- 2004 — Мы умрём вместе — Сергей Петрович
- 2004 — Курсанты — Александр Лиховол
- 2004 — Красная капелла — Карл Гиринг, оберштурмбаннфюрер
- 2004 — Даже не думай 2: Тень независимости — предводитель «Ордена Свингеров»
- 2005 — Бухта Филиппа — Бут, майор
- 2005 — Статский советник — Николай Иосифович Селезнёв, террорист «Рахмет»
- 2005 — Сатисфакция — Иван Васильевич Шервуд
- 2005 — Охота за тенью — киллер «Дырокол»
- 2005 — Каменская 4 — Галл и Кукушкин
- 2006 — Утёсов. Песня длиною в жизнь — Мишка Япончик
- 2006 — Последний забой — Ефим Ильич
- 2006 — Охота на пиранью — Кузьмич
- 2006 — Меченосец — Клим
- 2006 — Живой — продавец
- 2006 — Дикари — Барон
- 2007 — Частный заказ — Олег Аверченко
- 2007 — Трое и Снежинка — Владимир
- 2007 — Клуб 69 — «Черкес»
- 2007 — Закон мышеловки — дядя Валя (маньяк)
- 2007 — Бес Пор No — отец, милиционер
- 2007 — 12 — 9-й присяжный, директор кладбища
- 2008 — Риорита — комбат, майор
- 2008 — Догнать брюнетку — байкер
- 2008 — Беляев
- 2008 — Малая Москва — майор КГБ
- 2008 — Иллюзия страха
- 2008 — Реальный папа — Сафрон, пахан
- 2008 — Тот, кто гасит свет — Алексей Саутин
- 2008 — Стиляги — бывший саксофонист
- 2009 — Обитаемый остров — Шурин
- 2009 — Чёрта с два — уголовник «Меченый»
- 2009 — Я — Румын
- 2009 — Дом Солнца — Борис Павлович
- 2009 — Прощальное дело (L’affaire Farewell) — Чуков, офицер КГБ
- 2010 — Край — Колыванов
- 2010 — Пистолет Страдивари — Марфела
- 2010 — Танец горностая — Титов, прокурор
- 2010 — Котовский — Пушкарёв, эсер
- 2010 — Трава под снегом — Андрей Васильевич Комиссаров, «Командор»
- 2010 — Детям до 16… — пассажир
- 2010 — В лесах и на горах — отец Иона / аферист Михась Мефодиевич
- 2011 — Ключ Саламандры / Пятая казнь — Сергей Анатольевич, генерал ЦПСО
- 2011 — ПираМММида — полковник
- 2011 — Шпион — Селенцов
- 2011 — Любовь и разлука — Максим Петрович Зацепин
- 2011 — Костоправ — Анатолий Савчук
- 2012 — Атомный Иван — отец Ивана
- 2012 — Мамы (киноновелла «Мама, положи деньги») — телефонный мошенник
- 2012 — Истальгия — Жора
- 2012 — Чемпионы из подворотни — Сергей Михайлович Ладыгин, тренер
- 2013 — Мёбиус — Александр Коржов
- 2013 — Шерлок Холмс — Профессор Мориарти, Кэбмен (1-2 серия)
- 2013 — Хайтарма — Кротов, майор-особист
- 2013 — Легенда для оперши — «Барин», главарь банды
- 2013 — Шулер — Леонид Михайлович Балабан, уголовный авторитет «Купец»
- 2014 — Залётчики — главнокомандующий ВВС
- 2014 — Трубач — Василий Петрович, худрук оркестра
- 2014 — Как закалялся стайл — Палыч, слесарь
- 2014 — Сын за отца — Георгий Теодоради, «Судья»
- 2015 — Ленинград 46 — Витя «Музыкант», главарь банды
- 2015 — Алёшкина любовь
- 2015 — Гвардия — Алексей «Дед», бывший афганец
- 2015 — Мыслители
- 2015 — Саранча — Кавторанг
- 2017 — Правило боя — Карпов
- 2018 — Дикое поле — Пастор
- 2019 — Бюро легенд — Карлов, полковник ФСБ
- 2019 — KINGDOOM — Толя
- 2021 — Последний наёмник (Франция) — мистер Иванович
- 2022 — Компромат (Франция) — Бородин, адвокат
- 2024 — Счастье — Старик
- 2025 — Ювенальный инспектор: тень над Йыхви (Эстония) — майор милиции[12]

### Озвучивание
- 1990 — Война на западном направлении — майор Рукатов (роль Андрея Толубеева)
- 1991 — Снайпер — роль Арниса Лицитиса
- 1994 — Выкуп — Сагибов Евгений (роль Анатолия Хостикоева)
- 1995 — Репортаж — капитан Кошкин
- Сапсан — Захар, воробей
- 2010 — Камера 211 — Маламадре

### Клипы
- 2016 — Стольный град — Забери меня — Дед
- 2016 — Антитела — Одинак — киллер
- 2021 — Krechet — Засинай — киллер

## Признание и награды
- Народный артист Украины (22 января 2016 года)[1]
- Заслуженный артист Украинской ССР (17 июня 1991 года)[13]
- Премия «Золотой орёл» за лучшую мужскую роль в фильме «12» (совместно с Сергеем Маковецким, Сергеем Гармашом, Никитой Михалковым, Юрием Стояновым, Алексеем Петренко, Михаилом Ефремовым, Валентином Гафтом, Сергеем Газаровым, Романом Мадяновым, Сергеем Арцибашевым, Виктором Вержбицким).
- В честь юбилея актёра был снят фильм с 2009 г. по 2011 г. Даниилом Белых и Григорием Калининым «Человек, у которого было». В 2012 г. Алексей Горбунов представил его на 3-м Одесском кинофестивале во время его мастер-класса[14].